# Strunkovice nad Blanicí
Strunkovice nad Blanicí (deutsch Strunkowitz an der Flanitz) ist ein Flecken in Tschechien. Er liegt neun Kilometer nordöstlich von Prachatice und gehört zum Okres Prachatice.

## Geographie

### Lage
Strunkovice befindet sich beiderseits der Blanice in der Hügellandschaft des Böhmerwald-Vorlandes. Nördlich des Ortes mündet der Dubský potok in den Fluss, dahinter erhebt sich der 582 m hohe Hájek. Östlich verläuft die Eisenbahnstrecke zwischen Volary und Vodňany, an der Strunkovice eine Bahnstation besitzt.
Nachbarorte sind Borčice und Hájek im Norden, Blanice und Blanička im Nordosten, Šipoun und Protivec im Osten, Svojnice und Hracholusky im Südosten, Těšovice und Budkov im Südwesten, Žíchovec und Chocholatá Lhota im Westen sowie Dvorec im Nordwesten.

### Gemeindegliederung
Der Městys Strunkovice nad Blanicí besteht aus den Ortsteilen Blanička (Klein Blanitz), Malý Bor (Klein Bor), Protivec (Protiwetz), Šipoun (Schipaun), Strunkovice nad Blanicí (Strunkowitz an der Flanitz), Svojnice (Swonitz), Velký Bor (Groß Bor) und Žíchovec (Schichowetz) sowie den Wohnplätzen Blanický Dvůr (Blanitzhof), Dolejší Kovář, Nová Hospoda, Řidký und Setuň (Thiergarten).
Das Gemeindegebiet gliedert sich in die Katastralbezirke Protivec, Šipoun, Strunkovice nad Blanicí, Svojnice, Velký Bor u Strunkovic und Žíchovec.

### Nachbargemeinden
| Dub      | Bavorov                                     | Truskovice |
| Budkov   | Kompassrose, die auf Nachbargemeinden zeigt | Malovice   |
| Těšovice | Vitějovice, Hracholusky                     | Netolice   |

## Geschichte

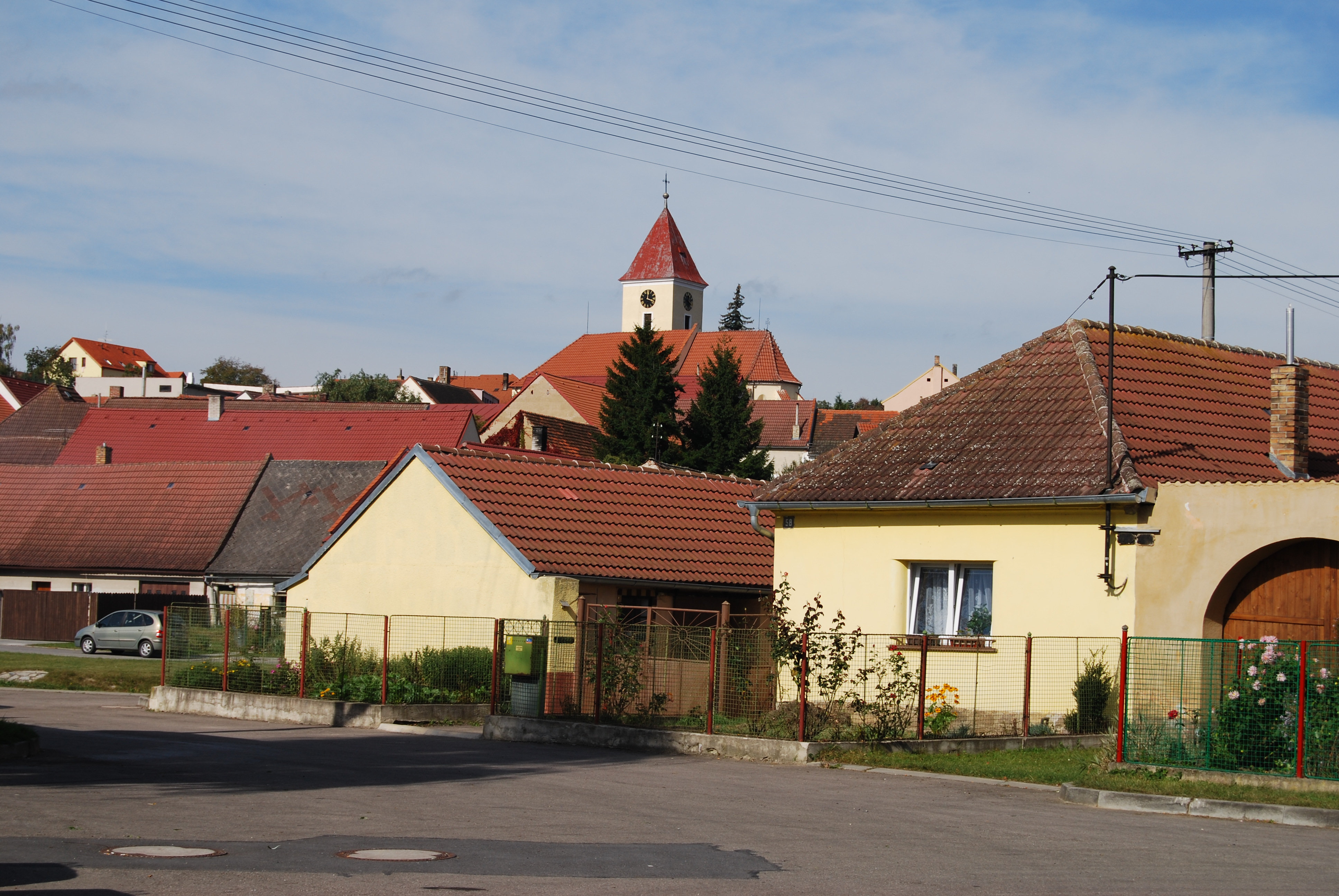
Kirche

Erstmals erwähnt wurde der Ort Ztronkovice 1227 in einer Urkunde Ottokars I. Přemysl für das Kloster St. Georg auf dem Hradschin, die 1233 durch Ottokars Sohn Wenzel I. und Papst Gregor IX. bestätigt wurde. Zum Ende des 13. Jahrhunderts erwarben die Rosenberger den Ort, 1290 wurde Wok von Krumau, Strunkovice und Fridland als Besitzer genannt. In dieser Zeit entstand auf einer Felszunge über der Blanice eine Burg, die in den Hussitenkriegen wüst fiel. Seit 1351 war der Ort an die Herrschaft Bavorov angeschlossen. 1504 wurde Strunkovice durch Peter IV. von Rosenberg zum Städtchen erhoben.
Nach der Aufhebung der Patrimonialherrschaften wurde Strunkovice 1850 zur selbstständigen Marktgemeinde. Nach dem Zweiten Weltkrieg wurde dieser Status nicht erneuert und Strunkovice sank zum Dorf herab. Am 10. Oktober 2006 wurde Strunkovice wieder zum Městys (Flecken) erhoben.

## Partnergemeinden
- Oberstocken, Schweiz (1997)
- Vřesovice, Tschechien (2007)

## Sehenswürdigkeiten
- Kirche des Hl. Dominikus
- Pfarrhaus